# Idaho Falls
Idaho Falls je město ve Spojených státech amerických. Nachází se v okrese Bonneville County, jehož je zároveň správním sídlem, ve státě Idaho. Ve městě žije  obyvatel a jeho rozloha činí . Je čtvrtým nejlidnatějším městem v Idahu a nejlidnatějším idažským městem, které se nenachází v metropolitní oblasti kolem města Boise. Z tohoto důvodu je Idaho Falls ekonomickým, kulturním i vzdělávacím centrem východní části státu (navíc tuto úlohu plní i pro části Montany a Wyomingu). Bylo založeno roku 1864. 
Protéká zde řeka Snake a městem prochází silnice U.S. Route 91. Kromě toho zde také leží Regionální letiště Idaho Falls, vysoká škola College of Eastern Idaho, muzeum Museum of Idaho, chrám Idaho Falls Temple a sídlí zde baseballový tým Idaho Falls Chukars. Dominantní je zde vlhké kontinentální podnebí, ovšem Idaho Falls splňuje také řadu charakteristik pro semiaridní podnebí. Asi 85 % obyvatel tvoří běloši.